# LaMoure
LaMoure är administrativ huvudort i LaMoure County i North Dakota. Orten har fått sitt namn efter delstatspolitikern Judson LaMoure. Enligt 2020 års folkräkning hade LaMoure 764 invånare.